# Downtown Records
Downtown Records är ett skivbolag och bokförlag i USA. Downtown bildades i januari 2006 av Josh Deutsch, före detta "Senior Vice President" i A&R på Virgin Records. Musiken från Downtown distribueras av Warner Musics Alternative Distribution Alliance.

## Nuvarande artister
- Art Brut
- Cold War Kids
- Eagles of Death Metal
- Gnarls Barkley
- Kevin Michael
- Wax On Radio
- Mos Def
- Mapei